# Villanueva de la Fuente
Villanueva de la Fuente es un municipio español de la provincia de Ciudad Real, en la comunidad autónoma de Castilla-La Mancha, pero que está muy cerca de la provincia de Albacete.

## Historia
Villanueva tiene un pasado histórico importante en todas las etapas de la existencia del ser humano, la tercera parte de la ciudad está asentada encima de un importantísimo yacimiento enterrado debajo del casco urbano, sobre una antigua ciudad hispanorromana, "Mentesa Oretana". Recientemente se han descubierto restos arqueológicos en los lugares conocidos como cerro Castellar y cerro Ortega, que pueden corresponder a un asentamiento neolítico de la Edad del Bronce. Se han encontrado restos arqueológicos que demuestran la existencia de enterramientos neolíticos en el paraje conocido como Cerro Ortega, donde se llevó a cabo una importante excavación que ha dado como resultado el descubrimiento de restos humanos, además de ídolos humanos y otras figuras simbólicas, como el famoso exvoto.
También se ha podido constatar la existencia de un asentamiento romano en el actual casco urbano, a partir de excavaciones en diversos parajes como la calle del Aire, con restos de una calzada romana y una vivienda romana que puede ser visitada en este lugar. Parece ser que este asentamiento se trate de Mentesa Oretana, importante ciudad romana, que incluso llegó a acuñar su propia moneda. Esta ciudad se encontraba en el trayecto de la Vía Hercúlea, que desde Cádiz hasta Roma pasaba por Mentesa Oretana.
La época visigoda trajo la prosperidad a Mentesa con el establecimiento de un obispado, aunque el avance musulmán pronto acabó con la dominación cristiana y conllevó la destrucción de la ciudad. De esta época nos ha quedado la torre de la antigua iglesia situada en el casco antiguo. 
Con la Reconquista del territorio en 1213 por el Rey de Castilla Alfonso VIII, se impulsó la colonización de los campos de la submeseta castellana. La corona buscaba un sistema alejado del feudalismo que no mermara el poder real y estableció un sistema foral en el alfoz de Alcaraz de tal modo que la antigua Meintixa es rápidamente repoblada con el nombre de Villanueva de Alcaraz alrededor de una antigua torre de vigilancia islámica y las ruinas de la desaparecida población mozárabe. 
El acoso de la Orden Militar de Santiago por el poniente del alfoz recién constituido, supone a partir del 18 de febrero de 1243, por parte de Fernando III, se promulgue una sentencia en Valladolid a favor de Alcaraz, y la Orden pierde Villanueva y el paraje de la Torre de Gorgojil, a los que optaba por ocupación.
El 16 de marzo de 1369, Enrique II de Castilla cedió Villanueva de la Fuente a la Orden de Santiago «en la persona de su maestre» Gonzalo Mexías, en palabras de López Fernández, como recompensa por los servicios que los miembros de la Orden habían prestado al monarca durante la primera guerra civil castellana, y conviene añadir que la cedió a la mencionada Orden junto con todos sus términos, vasallos y derechos.
A raíz de la guerra de sucesión castellana, de 1475 por el alzamiento de Alcaraz en marzo de este año, contra el Marqués de Villena, Villanueva de Alcaraz se vio claramente enfrentada a las fuerzas leales a los Reyes Católicos ya que en sus cercanías se aposentó el grueso del ejército de Diego López Pacheco, que acudió sin éxito a tomar la fortaleza de Alcaraz. Desde su campamento las fuerzas leales a Juana la Beltraneja del de Villena, hostigaron a algunas plazas del Concejo, sobre todo Riópar, alzada contra el marqués casi un año antes. Después de la derrota de D. Diego, las tropas del Concejo, cercaron Villanueva y, contando con un permiso real, dado en Plasencia el 27 de septiembre de 1475, que les autorizaba a requisar los bienes de cuantos rebeldes se encontraran en Villanueva, acabaron por tomar la plaza.
A finales del siglo XV pechaban los habitantes de Villanueva con el Concejo, pagando la denominada cuenta de San Miguel, contribución que debía abonarse cada 29 de septiembre desde todos los lugares del término. Todos los años los alcaldes elegidos en Villanueva, debían comparecer ante los regidores y la justicia de Alcaraz a realizar el preceptivo ingreso y recibir la autorización para ejercer sus oficios. Esta obligación provocó numerosos descontentos y sus consiguientes disputas, lo que vino a ocasionar, en 1524, la destitución y encarcelamiento de los alcaldes y oficiales de la villa por parte del corregidor de Alcaraz, improvisando unas autoridades interinas para la localidad. Sancho García recibió las varas de la justicia, vacantes por la inhabilitación de su antecesor, en virtud de un fallo real dado en la localidad de Hinestrosa. 
El 29 de septiembre de 1525, fecha en la que se pagaba el tributo, los alguaciles y oficiales que intentaban ejecutarlo, fueron violentamente desposeídos de su autoridad por parte de algunos vecinos, liberaron a los detenidos en la cárcel y pasaron a ocupar los puestos de que habían sido destituidos unos meses antes, haciéndose nombrar alcalde Andrés Mejía, menor de 20 años y Juan Carrasco regidor. Cuando al final se impuso la autoridad del Concejo, la población se vio ocupada por los alguaciles de su hermandad, restituyendo los nombramientos. Es por ello que para calmar la levantisca burguesía local, en 1565, el rey Felipe II, otorgó la segregación municipal de Villanueva de Alcaraz del corregimiento de Alcaraz, cambiando su nombre por el actual, Villanueva de la Fuente.
En 1833 se crea la provincia de Ciudad Real tras el decreto del ministro Javier de Burgos. Se tomará como base dos de los tres partidos en que se dividía la antigua provincia de La Mancha, el Partido de Almagro, Orden y Campo de Calatrava, y el de Villanueva de los Infantes de la Orden de Santiago. De este último pasa la localidad de Ossa de Montiel a la nueva provincia de Albacete, y del partido de Alcaraz, donde estaba incardinada Villanueva de la Fuente, pasa esta, a su vez, a la nueva provincia de Ciudad Real como un intercambio de territorios.

### SigloXIX
Así se describe a Villanueva de la Fuente en la página 214 del tomo XVI del Diccionario geográfico-estadístico-histórico de España y sus posesiones de Ultramar, obra impulsada por Pascual Madoz a mediados del siglo XIX:

VILLANUEVA DE LA FUENTE

Villa con ayuntamiento de la provincia de Ciudad Real (19 leguas), partido judicial de Infantes (5), audiencia territorial de Albacete (14), diócesis de Toledo (32), capitanía general de Castilla la Nueva (Madrid 38).
Situada en una llanura sin ningún resguardo de los vientos, es de clima destemplado, y se padecen pútridas, pulmonías e intermitentes. 
Tiene 400 casas de piso bajo generalmente en calles mal empedradas e irregulares; casa de ayuntamiento, cárcel; escuela dotada con 2.200 reales de los fondos públicos, a la que asisten 40 niños; iglesia parroquial (Nuestra Señora de la Paz) con curato de término y aunque pertenece a la vicaría de Alcaraz, dependiente del diocesano, se hace la oposición en el Tribunal de la Órdenes, y se provee por Su Majestad como gran Maestre de Santiago; una ermita en la población y otra extramuros, del Santísimo Cristo del Consuelo y Nuestra Señora de los Desamparados, y por último, el cementerio.
Se surte de aguas potables en una fuente al S, cerca de las casas, de la cual se forma al momento un arroyo abundante, que lleva el nombre de la villa y que riega las huertas que hay en ella.
Confina el término por NE y S con los de Viveros, Povedilla, Pinilla y sus salinas, provincia de Albacete; O Cañamares y Villahermosa, extendiéndose de 1/2 legua a 1 y comprende varias dehesas de pastos y tierras de labor con algún monte bajo.
Tiene una dehesa llamada Gorgoji perteneciente a la encomienda de esta villa aunque en jurisdicción de Alcaraz, de una legua de longitud ½ de latitud, poblada de carrascas, con excelentes pastos y que vale más de 3.000 ducados de renta. Le baña el arroyo referido, que corre más de 2 leguas y entra en Guadalmena, en frente de Bienservida.
El terreno es llano, aunque con algunos cerros, en la mayor parte calar y de secano excepto en lo que se llama la huerta que es más fuerte; de miga y de riego.
Los caminos son vecinos. El correo se recibe en Alcaraz por valijero una vez a la semana.
Producciones: trigo, cebada, centeno, garbanzos, cáñamo, lino, patatas en abundancia, maíz, judías y zumaque; se mantiene ganado lanar, cabrío y vacuno, y se cría caza menuda.
Industria y comercio: telares de paño y lienzo basto; algunos vecinos se dedican a serrar madera en los montes de Alcaraz, llevándola a los pueblos de la provincia, y se celebra una feria el 1.º de septiembre muy concurrida de ganados y algunas tiendas.
Población: 420 vecinos, 2.100 almas.
Capital imponible: 403.900 reales. Contribución: 34.274 reales 14 maravedíes.

Se llamaba este pueblo Villanueva de Alcaraz, pero al concederle el Señor Don Felipe II el privilegio de villazgo en 1565, tomó el sobrenombre con que se le conoce.

## Geografía
Villanueva se encuentra en la comarca del Campo de Montiel, cuya capital es Villanueva de los Infantes y que se sitúa en la Demarcación Hidrográfica del Guadalquivir. También se encuentra en las estribaciones orientales de Sierra Morena, conocida como la Sierra del Relumbrar, en su transición a la Sierra de Alcaraz, erigiéndose al borde de la meseta sobre el valle del río Villanueva. Esta situación privilegiada le hacen ser uno de los municipios más altos de La Mancha. Sus llanuras conforman los límites del Campo de Montiel, abriéndose en la depresión del río Villanueva, flanqueado por la meseta y las sierras mencionadas. Dentro del casco urbano se encuentra el manantial del río Villanueva, rebosadero natural del acuífero 24, que tras un pequeño recorrido a lo largo de su valle desemboca en el río Guadalmena, hasta llevar sus aguas al Guadalquivir.

## Demografía
Villanueva de la Fuente cuenta con una población de 1883 habitantes (INE 2024).
| Gráfica de evolución demográfica de Villanueva de la Fuente entre 1842 y 2021                                       |
| |
| Población de derecho según los censos de población del INE Población de hecho según los censos de población del INE |

## Administración y política

### Listado de alcaldes desde 1979
| Nombre                         | Lista     | Fecha de posesión   | Fecha de baja       |
| ------------------------------ | --------- | ------------------- | ------------------- |
| Bernardo Gómez Ortiz           | UCD       | 19 de abril de 1979 | 23 de mayo de 1983  |
| Antonio Fresneda Fresneda      | AP/PDP/UL | 23 de mayo de 1983  | 30 de junio de 1987 |
| Juan Ángel Amador Fresneda     | PSCM-PSOE | 30 de junio de 1987 | 15 de junio de 1991 |
| Juan Ángel Amador Fresneda     | PSCM-PSOE | 15 de junio de 1991 | 17 de junio de 1995 |
| Juan Ángel Amador Fresneda     | PSCM-PSOE | 17 de junio de 1995 | 3 de julio de 1999  |
| Juan Ángel Amador Fresneda     | PSCM-PSOE | 3 de julio de 1999  | 14 de junio de 2003 |
| Francisco Morales González     | PSCM-PSOE | 14 de junio de 2003 | 16 de junio de 2007 |
| Francisco Morales González     | PSCM-PSOE | 16 de junio de 2007 | 11 de junio de 2011 |
| Francisco Morales González     | PSCM-PSOE | 11 de junio de 2011 | 6 de junio de 2014  |
| María Dolores Fernández Moreno | PSCM-PSOE | 6 de junio de 2014  | 13 de junio de 2015 |
| María Dolores Fernández Moreno | PSCM-PSOE | 13 de junio de 2015 | 15 de junio de 2019 |
| Desiderio Navarro Estero       | PP-CLM    | 15 de junio de 2019 | 17 de junio de 2023 |
| Desiderio Navarro Estero       | PP-CLM    | 17 de junio de 2023 | 30 de mayo de 2025  |
| Luis Mendoza Salinas           | CS        | 7 de junio de 2025  | Actualidad          |

### Composición del ayuntamiento por legislatura
1979-1983
| Lista         | N.⁰ de concejales |
| ------------- | ----------------- |
| UCD           | 9                 |
| Independiente | 2                 |
| Total         | 11                |

1983-1987
| Lista     | N.⁰ de concejales |
| --------- | ----------------- |
| PSCM-PSOE | 5                 |
| AP-PDP-UL | 3                 |
| CDS       | 2                 |
| PI        | 1                 |
| Total     | 11                |

1987-1991
| Lista     | N.⁰ de concejales |
| --------- | ----------------- |
| PSCM-PSOE | 6                 |
| AP        | 4                 |
| CDS       | 1                 |
| Total     | 11                |

1991-1995
| Lista     | N.⁰ de concejales |
| --------- | ----------------- |
| PSCM-PSOE | 6                 |
| PP-CLM    | 5                 |
| Total     | 11                |

1995-1999
| Lista     | N.⁰ de concejales |
| --------- | ----------------- |
| PSCM-PSOE | 5                 |
| PP-CLM    | 4                 |
| PRCM      | 2                 |
| Total     | 11                |

1999-2003
| Lista     | N.⁰ de concejales |
| --------- | ----------------- |
| PSCM-PSOE | 6                 |
| PP-CLM    | 5                 |
| Total     | 11                |

2003-2007
| Lista     | N.⁰ de concejales |
| --------- | ----------------- |
| PSCM-PSOE | 6                 |
| PP-CLM    | 5                 |
| Total     | 11                |

2007-2011
| Lista     | N.⁰ de concejales |
| --------- | ----------------- |
| PSCM-PSOE | 7                 |
| PP-CLM    | 4                 |
| Total     | 11                |

2011-2015
| Lista     | N.⁰ de concejales |
| --------- | ----------------- |
| PSCM-PSOE | 11                |
| Total     | 11                |

2015-2019
| Lista     | N.⁰ de concejales |
| --------- | ----------------- |
| PSCM-PSOE | 5                 |
| PP-CLM    | 6                 |
| Total     | 11                |

2019-2023
| Lista      | N.⁰ de concejales |
| ---------- | ----------------- |
| PSCM-PSOE  | 5                 |
| PP-CLM     | 5                 |
| Ciudadanos | 1                 |
| Total      | 11                |

## Fiestas
Destacan:
- La Romería: Fiesta en honor a la patrona de Villanueva de la Fuente, la Virgen de los Desamparados. Su lugar de celebración es la ermita, situada a 3 km de nuestra localidad en dirección Ctra. de Albaladejo, en el paraje llamado “Los Calares”. En sus orígenes, únicamente se celebraba el día 8 de mayo, día de la patrona y la fiesta consistía en trasladar a la virgen desde el pueblo hasta el santuario la mañana del día 8, tras cual se pasaba el día en el campo. Actualmente, la fiesta ha cambiado celebrándose el segundo fin de semana de mayo, con el fin de que los naturales del lugar que viven fuera de nuestro pueblo y otros visitantes, puedan compartir con los lugareños estos días de animado festejo. La duración también es superior, ya que comienza el viernes por la tarde con la llegada de la virgen a la ermita y acaba el lunes por la tarde, con la vuelta de la virgen al pueblo. Meses antes de la romería, se abre el plazo para elegir el sitio donde se monta las “tiendas de campaña”, entrando también en esta cuota, la posibilidad de tener luz durante los días de romería.
- La Feria de la Proclamación de la Virgen de Nuestra Señora de los Desamparados (patrona de Villanueva de la fuente): del 31 de agosto a 5 de septiembre
- San Marcos, el 25 de abril.
- El Domingo de Pájaros, domingo anterior al de Domingo de Ramos. se celebra un día de campo donde se hacen unas masas en forma de pájaro de manteca y huevo
- La Semana Santa, cuya Pascua se celebra el domingo posterior al primer plenilunio tras el equinoccio de primavera.
- San Antón: el 17 de enero.
- La Paz: el 24 de enero, antiguamente los quintos sacaban el rosco y llevaban una vaquilla atá con una soga y se emborrachaban de cuerva
- San Isidro: el 15 de mayo.
- Corpus Christi: Las calles se engalanan de alfombras de serrín y pétalos de rosa, lo más importantes es la misa y la procesión.
- La Feria de Mencatur: Se celebra el segundo fin de semana de agosto. Acoge a una extensa variedad de profesionales de distintos ámbitos, tales como gestión cinegética, hostelería, restauración, turismo, alimentación, artesanía, etc.
- Noche de 14 de agosto en la ermita, se celebra una misa y procesión de la Virgen.